# Matice moravská
Die Matice moravská (deutsch: Mährische Matica) ist eine traditionsreiche wissenschaftliche Vereinigung in Mähren. Sie hat ihren Sitz in Brünn, ist heute Teil der Akademie der Wissenschaften der Tschechischen Republik und beschäftigt sich vornehmlich mit Forschungen zur mährischen Geschichte. 

## Gründung
Die Gründungsgeschichte der Matice moravská ist eng mit der tschechischen Nationalbewegung des 19. Jahrhunderts verbunden. Sie wurde 1849 als Nationaler Verein der Heiligen Kyrill und Methodius von mährischen Gelehrten und Literaten begründet. Ursprüngliche Aufgabe des Vereins war die Förderung der tschechischen Sprache und Literatur. Der Verein gab Bücher in der Landessprache heraus, unterstützte Bibliotheken rief Lesezirkel ins Leben und man begann auch eine eigene Büchersammlung zusammenzutragen. 
Mit der Benennung nach den Slawenaposteln Kyrill und Methodius wollten die Gründer an das frühmittelalterliche Großmährische Reich erinnern, das von den beiden Heiligen missioniert wurde. Diese Epoche wurde im 19. Jahrhundert als die Glanzzeit der mährischen Geschichte angesehen. Gleichzeitig sollte mit der Namensgebung die Verbundenheit mit den orthodoxen slawischen Völkern ausgedrückt werden, bei denen Kyrill und Methodius ebenso verehrt wurden. 
1853 benannte sich der Verein unter Einfluss der liberalen Nationalbewegung in Matice moravská um. Nicht zuletzt wurde so auch eine Öffnung gegenüber Nichtkatholiken dokumentiert, denn diese konnten mit der Heiligenverehrung wenig anfangen.
Seit 1869 gibt der Verein eine eigene Zeitschrift, Časopis Matice moravské, heraus. Erster Redakteur war Vincenc Brandl.
Seit den 1890er-Jahren orientierte sich der Verein, vor allem unter Einfluss von František Kameníček auf Literatur- und Kunstgeschichte. In den 1950er-Jahren überstand der Verein die Auflösungswelle vieler wissenschaftlicher und kultureller Zirkel durch die kommunistische Partei. Allerdings musste die Gesellschaft 1967 sich der Tschechoslowakischen Historischen Gesellschaft unterordnen. 1990 wurde die Matice moravská wieder selbständig. 1994 trat sie als Mitglied des neu formierten Historischen Klub der tschechischen Akademie der Wissenschaften bei. 
Ein neuer Redaktionsrat unter Leitung von Prof. Jan Janák wurde zusammengestellt, in dem eine Reihe bedeutender Forscher tätig sind, darunter Josef Válka, Milan Myška, Jiří Kroupa, Jiří Malíř, Zdeněk Beneš und andere. Auch schon früher sind bedeutende Historiker für den Verein tätig gewesen. Zwischen den Weltkriegen waren es die Bohumil Navrátil und Stanislav Souček, unter deren redaktionellen Mitarbeit die Zeitschrift der Matice einen qualitativ hochwertigen Ruf hatte.
Heute sind in der Matice Moravská etwa 200 Fachkräfte aus dem Gebiet Geschichte und angrenzenden Wissenschaften tätig, deren Aufgabe die Erforschung der mährischen Geschichte im Zusammenhang mit der Geschichte Tschechiens und Mitteleuropas ist.
Vorsitzender des leitenden Ausschusses ist Prof. PhDr. Jiří Malíř, CSc., Brünn. 